# Gratentour
Gratentour (okzitanisch: Gratentorn) ist eine französische Gemeinde im Département Haute-Garonne in der Region Okzitanien. Sie hat 4926 Einwohner (Stand: 1. Januar 2022). Gratentour gehört zum Arrondissement Toulouse und zum Kanton Castelginest. Die Einwohner werden Gratentourois(es) genannt.

## Geographie

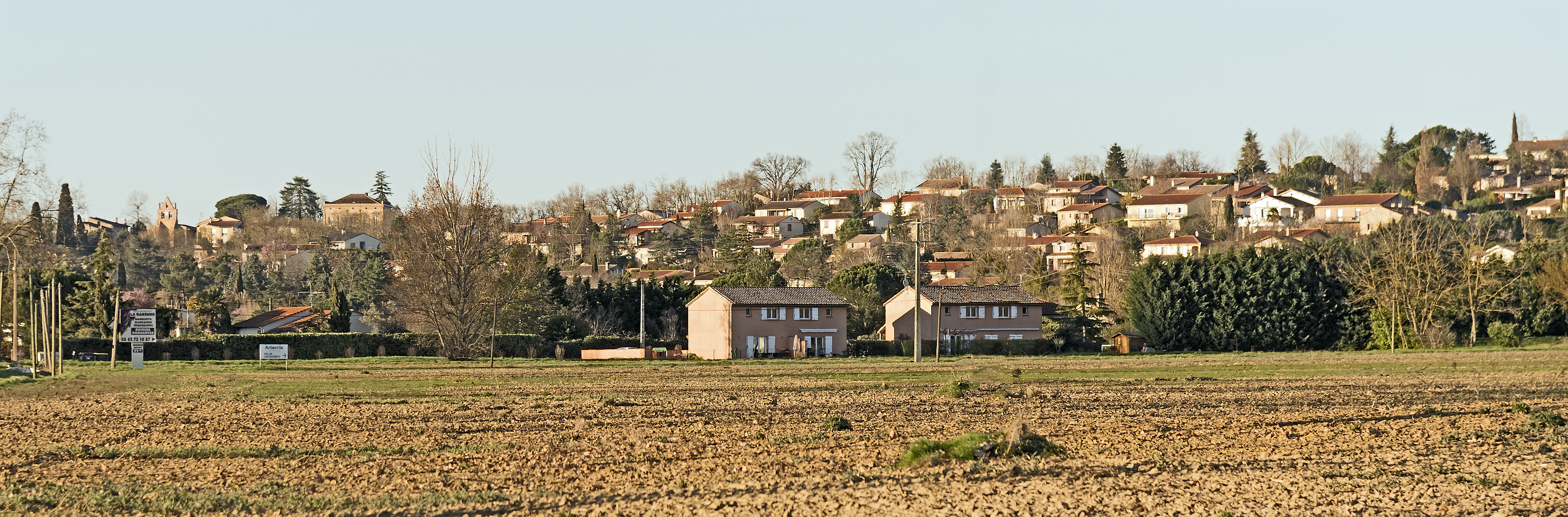
Blick auf Gratentour

Gratentour liegt etwa vierzehn Kilometer nördlich von Toulouse im Tal zwischen Hers-Mort und Girou. Umgeben wird Gratentour von den Nachbargemeinden Cépet im Norden, Labastide-Saint-Sernin im Nordosten, Pechbonnieu im Osten und Südosten, Castelginest im Süden und Südwesten sowie Bruguières im Westen und Nordwesten.

## Bevölkerungsentwicklung
| Jahr                      | 1962 | 1968 | 1975 | 1982 | 1990 | 1999 | 2006 | 2017 | 2019 |
| Einwohner                 | 388  | 646  | 924  | 1574 | 2518 | 3035 | 3491 | 4158 | 4387 |
| Quelle: Cassini und INSEE |      |      |      |      |      |      |      |      |      |

## Sehenswürdigkeiten

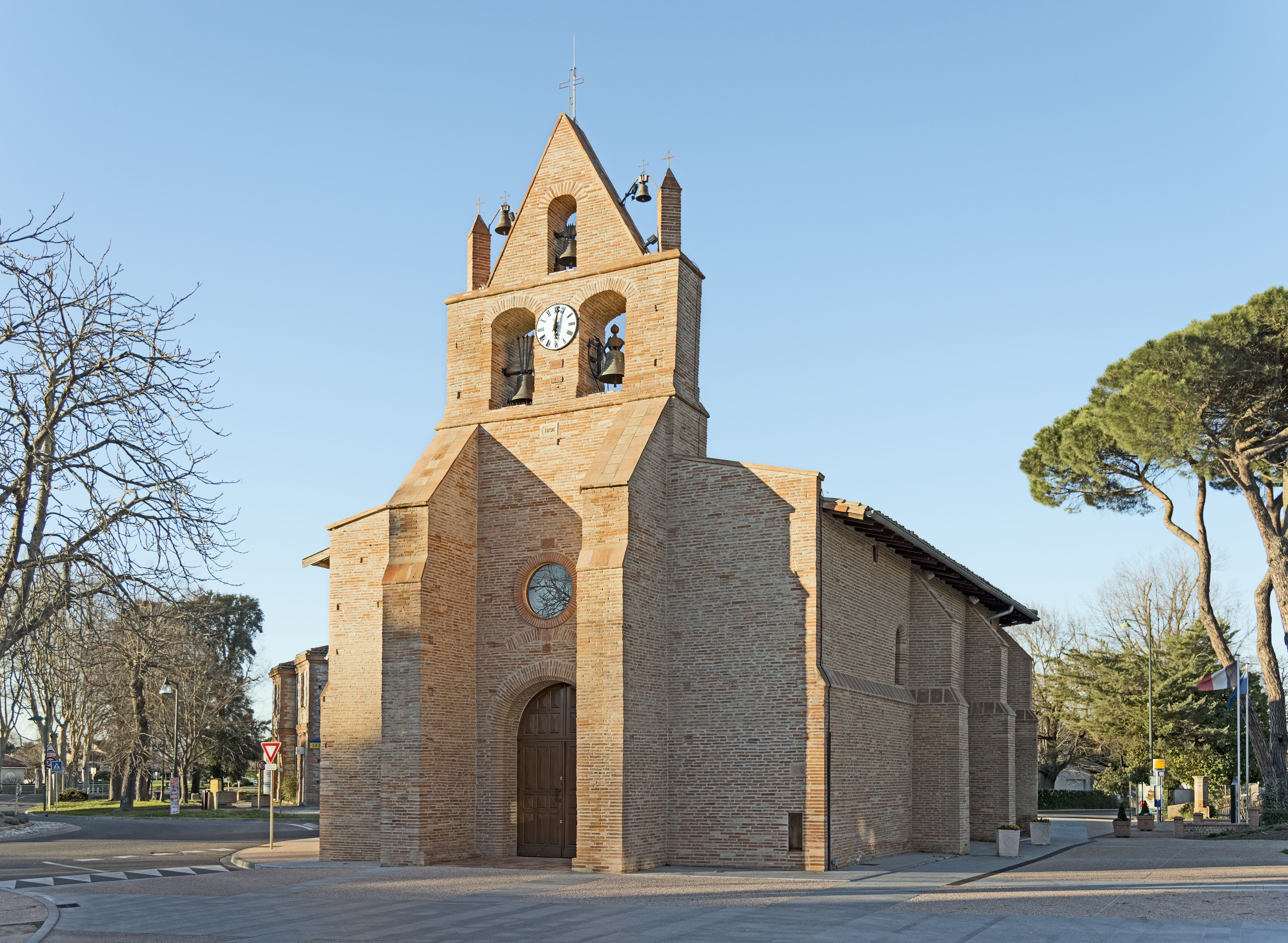
Kirche Sainte-Quitterie

- Kirche Sainte-Quitterie mit Glockengiebel, 2008 restauriert
- Schloss Renery
- Schloss Coustela
- Befestigung